# Sr. Noodle
El Sr. Noodle, hermano del Sr. Noodle y la Srta. Noodle, todos personajes que actúan sin hablar, es un personaje ficticio que aparece en los capítulos de El mundo de Elmo, un segmento de Plaza Sésamo. 
Los personajes, que no hablan, procuran demostrar una actividad en particular que se relaciona con el asunto del episodio, en el cual los niños les corrigen sus faltas hasta que le aciertan al tema tratado. El estilo del Sr. Noodle y el de sus hermanos recuerda a Charlie Chaplin o Laurel y Hardy, entre otros.
Bill Irwin retrata a Sr. Noodle, el hermano del Sr. Noodle (designado a menudo como “el otro Sr. Noodle”) fue interpretado por Michael Jeter hasta su muerte (el 30 de marzo de 2003). Kristin Chenoweth, cantante y actriz conocida de Broadway, retrata a la hermana de los hermanos Noodle: la señorita Noodle.
- Datos: Q5681781